# Leśny Borek
Leśny Borek – zniesiona nazwa części wsi Nowosiedliny w Polsce położona w województwie podlaskim, w powiecie łomżyńskim, w gminie Miastkowo.
Nazwa zniesiona 1 stycznia 2005 r.

## Historia
W latach 1921 – 1939 osada leżała w województwie białostockim, w powiecie łomżyńskim, w gminie Miastkowo.
Według Powszechnego Spisu Ludności z 1921 roku wieś zamieszkiwało 7 osób w 1 budynku mieszkalnym. Miejscowość należała do parafii rzymskokatolickiej w m. Miastkowo. Podlegała pod Sąd Grodzki i Okręgowy w Łomży; właściwy urząd pocztowy mieścił się w m. Miastkowo.
W wyniku napaści ZSRR na Polskę we wrześniu 1939 miejscowość znalazła się pod okupacją sowiecką. Od czerwca 1941 roku pod okupacją niemiecką. Od 22 lipca 1941 do 1945 włączona w skład Landkreis Lomscha, Bezirk Bialystok III Rzeszy.
W latach 1975–1998 miejscowość administracyjnie należała do województwa łomżyńskiego.